# Euolena egregia
Euolena egregia är en tvåvingeart som först beskrevs av Gerstaecker 1860.  Euolena egregia ingår i släktet Euolena och familjen Richardiidae. Inga underarter finns listade i Catalogue of Life.